# Laberinto de bolas

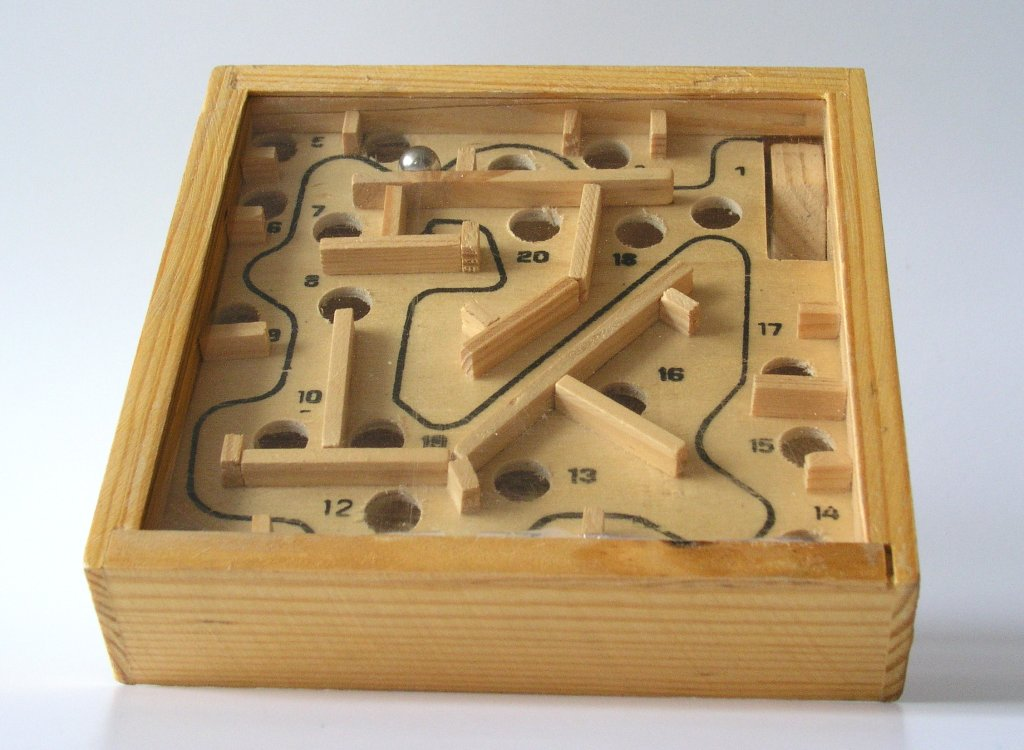
Un laberinto de esferas bidimensionales

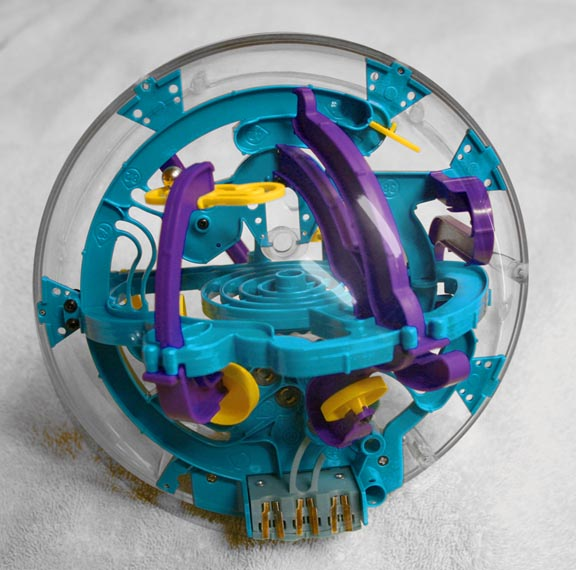
Juego de habilidad tridimensional

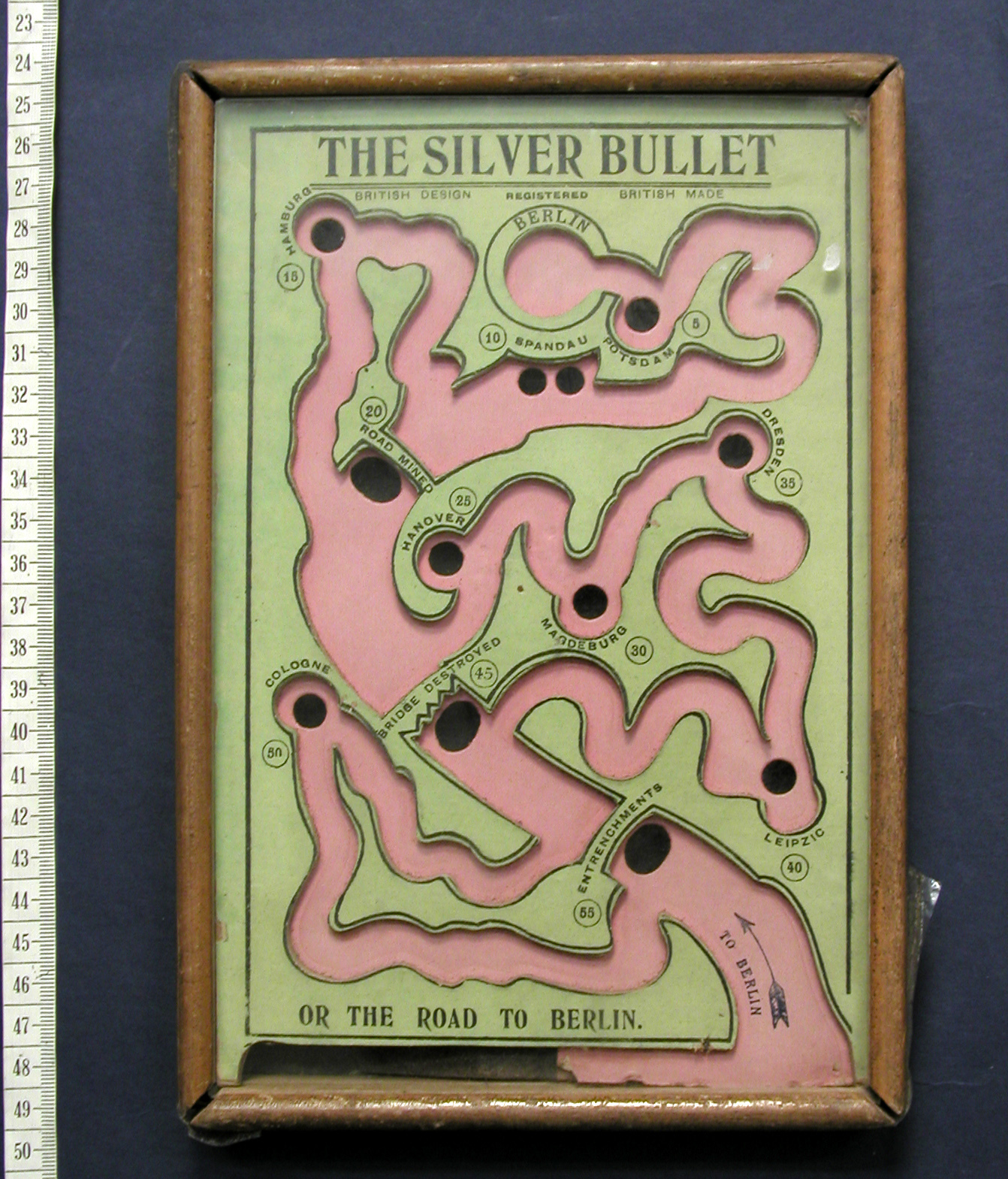
Juego de habilidad "La Bala de Plata" de la época de la Primera Guerra Mundial. Exposición británica de la colección del Museo Memorial de Guerra de Auckland.

Un laberinto de bolas es un juego de habilidad en el que se debe guiar una bola pequeña, generalmente de acero, a través de un laberinto hasta uno o más puntos objetivo, a veces a través de caminos determinados. Los laberintos bidimensionales, a menudo hechos de madera, se remontan al menos a principios del siglo XX. A principios del siglo XXI también se consolidaron en el mercado los laberintos de bolas tridimensionales, conocidos entre otras cosas como Perplexus.

## Bidimensional
El laberinto está situado sobre una superficie. Algunos modelos, a menudo de plástico, se sostienen directamente en las manos; También pueden tener una cubierta transparente que evita que la bola se caiga del laberinto. Otros modelos, en su mayoría de madera, se montan en un dispositivo y se pueden utilizar, por ejemplo, B. mover usando perillas giratorias. Al cambiar la pendiente de la superficie, controlas una pelota a través del laberinto para llevarla desde un punto de partida hasta un punto de destino.

## Tridimensional
El laberinto está ubicado dentro de una esfera de plástico transparente, por lo que la esfera metálica no se puede manipular directamente. En lugar de ello, el jugador intenta maniobrar la bola de metal a través del laberinto girando únicamente la bola de plástico exterior. El laberinto en sí está formado por estrechas pistas de plástico, cuencos y rejillas que se deben atravesar uno tras otro. Para ello hay que superar diversos obstáculos que afectan a las tres dimensiones.
Los laberintos de bolas 3D existen en diferentes tamaños y niveles de dificultad. Se venden bajo nombres como "Perplexus", "Addict-A-Ball", " Magic Maze " o "Maze Ball".

## juego de computadora
Los laberintos de bolas también se implementaron como juegos de computadora, particularmente en la década de 1980, en los que se dirige una bola a través de varios recorridos inclinando la pista con la ayuda de un joystick, un ratón, un trackball o el control remoto de la Wii. La pelota virtual está expuesta a influencias como la aceleración, la desaceleración, el impacto contra una pared o la caída a un abismo. Las implementaciones más conocidas son:
- Marble Madness (para Atari y Amiga )
- Laberinto de canicas (para computadora a color Tandy TRS-80 )
- Neverball (para Windows, Linux, FreeBSD, Mac OS X y Dreamcast )
- Trackballs para Linux y Windows
- Giroscopio (para C64, 1985 de Catalyst Coders)
- Spindizzy (para C64, Schneider CPC464 y CPC6128, 1986 de Electric Dreams)
- Super Monkey Ball (Sega)
- Katamari Damacy
- Kororinpa (para Wii por Hudson)
- Bola de hámster para Windows
- Óxido (relacionado distantemente)
- Rock'n'Roll (para Amiga)